# Scoțidușii liberi
Scoțidușii liberi este un roman al seriei Lumea Disc de Terry Pratchett și primul din subseria pentru adolescenți Tiffany Aching.
Cartea a fost tradusă și publicată pentru prima dată în România de editura Corint în 2006.